# سان لورنزو، شهرستان ریو آریبا، نیومکزیکو
سان لورنزو (به انگلیسی: San Lorenzo) یک منطقهٔ مسکونی در ایالات متحده آمریکا است که در شهرستان ریو آریبا، نیومکزیکو واقع شده‌است. سان لورنزو ۲٬۱۷۲٫۰۳ متر بالاتر از سطح دریا واقع شده‌است.